# Shyamala Gopalan
Shyamala Gopalan (profesionalmente, Gopalan Shyamala o G. Shyamala; 7 de abril de 1938 - 11 de febrero de 2009) fue una científica biomédica india-estadounidense, cuyo trabajo en el aislamiento y caracterización del gen del receptor de progesterona estimuló los avances en la biología y oncología mamarias.

## Biografía
Shyamala era hija de un funcionario indio, Painganadu Venkataraman Gopalan y su esposa, Rajam. Gopalan procedía de Thulasenthirapuram y Rajam era de Painganadu, pueblos agrarios ubicados uno cerca del otro en las cercanías de Mannargudi en el antiguo distrito de Tanjore. Gopalan había comenzado su vida profesional como taquígrafo y, a medida que ascendía en los rangos de la administración pública, trasladaba a la familia cada pocos años entre Madrás (ahora Chennai), Nueva Delhi, Bombay (Mumbai) y Calcuta (Kolkata). Según Los Angeles Times, "Gopalan era un brahmán tamil, parte de una élite privilegiada en la antigua jerarquía de castas del hinduismo". Tanto él como Rajam eran del actual estado de Tamil Nadu y se habían casado en un matrimonio concertado; sin embargo, según el hermano de Shyamala, Balachandran, al criar a sus hijos, los padres habían sido de mente amplia y todos sus hijos debían llevar una vida poco convencional. Shyamala fue una talentosa cantante de música clásica del sur de la India, y ganó un concurso nacional cuando era adolescente.
Shyamala estudió una licenciatura en Ciencias del Hogar en el Lady Irwin College de Nueva Delhi, una de las principales universidades para mujeres de la India. Su padre pensaba que la asignatura, que enseñaba habilidades que se consideraban útiles en las tareas del hogar, no coincidía con sus habilidades; su madre esperaba que sus hijos buscaran carreras en medicina, ingeniería o leyes.
En 1958, a los 19 años, Shyamala se postuló inesperadamente para un programa de maestría en nutrición y endocrinología en la Universidad de California, Berkeley y fue aceptada. Sus padres utilizaron algunos de sus ahorros de jubilación para pagar la matrícula y su alimentación durante el primer año. Al no tener una línea telefónica en su casa, se comunicaron con ella después de su llegada a Estados Unidos escribiendo aerogramas (carta postal aérea). Finalmente obtuvo un doctorado en nutrición y endocrinología en UC Berkeley en 1964. La disertación de Shyamala se tituló The isolation and purification of a trypsin inhibitor from whole wheat flour [El aislamiento y purificación de un inhibidor de tripsina de la harina de trigo integral].

### Vida personal
En el otoño de 1962, en una reunión de la Asociación Afroamericana, un grupo de estudiantes en Berkeley cuyos miembros darían estructura a la disciplina de los estudios negros (estudios africana o africología), propondrían la festividad de Kwanzaa y ayudarían a establecer el Partido Pantera Negra. Shyamala conoció a un estudiante de posgrado en economía de Jamaica, Donald J. Harris, quien fue el orador de ese día. Según Donald Harris, que ahora es profesor emérito de economía en la Universidad Stanford, "hablamos entonces, seguimos hablando en una reunión posterior, y en otra, y en otra". En 1963 se casaron sin seguir las convenciones de presentar a Harris a los padres de Shyamala de antemano o tener la ceremonia en su ciudad natal en la India. A finales de la década de 1960, Donald y Shyamala llevaron a sus hijas, Kamala, que entonces tenía cuatro o cinco años, y Maya, dos años más joven, a la recién independizada Zambia, donde el padre de Shyamala, Gopalan, tenía una asignación de asesoría. Después de que Shyamala se divorciara de Donald a principios de la década de 1970, llevó a sus hijas varias veces a la India para visitar a sus abuelos en Chennai, donde se habían jubilado.
Las niñas también visitaron a la familia de su padre en Jamaica cuando crecieron.
Wanda Kagan, una de las amigas de la escuela secundaria de su hija Kamala, en Montreal, describió cómo cuando le contó a Kamala que su padrastro la estaba abusando sexualmente, Shyamala insistió en que se mudara con ellos para completar su último año de la escuela secundaria. Kagan dijo que Shyamala la ayudó a navegar por el sistema, a obtener el apoyo que necesitaba para vivir independientemente de su familia.
Su hija mayor, Kamala Harris, se convirtió en la primera mujer vicepresidenta de Estados Unidos; y su hija Maya Harris es abogada y comentarista política.

### Muerte
Shyamala murió de cáncer de colon en Oakland el 11 de febrero de 2009. En lugar de flores, solicitó que se hicieran donaciones a la organización Breast Cancer Action. Más tarde, en 2009, su hija Kamala Harris llevó sus cenizas a Chennai en la costa sureste de la India peninsular y las esparció por las aguas del Océano Índico.

## Carrera
Shyamala realizó una investigación en el Departamento de Zoología y en el Laboratorio de Investigación del Cáncer de UC Berkeley. Trabajó como investigadora de cáncer de mama en la Universidad de Illinois en Urbana-Champaign y la Universidad de Wisconsin. Trabajó durante 16 años en el Instituto Lady Davis de Investigación Médica y en la Facultad de Medicina de la Universidad McGill. Se desempeñó como revisora de pares para los Institutos Nacionales de Salud y como miembro del equipo de visitas para el Comité Asesor Federal. También sirvió en la Comisión Especial del Presidente sobre Cáncer de Mama. Fue mentora de docenas de estudiantes en su laboratorio. Durante su última década de investigación, Shyamala trabajó en el Laboratorio Nacional Lawrence Berkeley.

### Investigación
La investigación de Shyamala condujo a avances en el conocimiento de las hormonas relacionadas con el cáncer de mama. Su trabajo en el aislamiento y caracterización del gen del receptor de progesterona en ratones cambió la investigación sobre la respuesta hormonal del tejido mamario.

### Publicaciones seleccionadas
- Shyamala, G., Y.-C. Chou, SG Louie, RC Guzman, GH Smith y S. Nandi. 2002. "Cellular expression of estrogen and progesterone receptors in mammary glands: Regulation by hormones, development and aging" ["Expresión celular de los receptores de estrógeno y progesterona en las glándulas mamarias: regulación por hormonas, desarrollo y envejecimiento"] Journal of Steroid Biochemistry and Molecular Biology, 80: 137–48.
- Shyamala, G .; Yang, X .; Cardiff, RD; Dale, E. (2000). "Impact of progesterone receptor on cell-fate decisions during mammary gland development" ["Impacto del receptor de progesterona en las decisiones del destino celular durante el desarrollo de la glándula mamaria"] Proceedings of the National Academy of Sciences 97 (7): 3044–49.
- Shyamala, G. 1999. "Progesterone signaling and mammary gland morphogenesis" ["Señalización de progesterona y morfogénesis de glándulas mamarias"] Journal of Mammary Gland Biology and Neoplasia, 4: 89-104.
- Shyamala, G., SG Louie, IG Camarillo y F. Talamantes. 1999. The progesterone receptor and its isoforms in mammary development [El receptor de progesterona y sus isoformas en el desarrollo mamario]. Mol. Gineta. Metab. 68: 182–90.
- Shyamala, G .; Yang, X .; Silberstein, G .; Barcellos-Hoff, MH; Dale, E. (1998). "Transgenic mice carrying an imbalance in the native ratio of A to B forms of progesterone receptor exhibit developmental abnormalities in mammary glands" ["Los ratones transgénicos que llevan un desequilibrio en la proporción nativa de las formas A a B del receptor de progesterona exhiben anomalías del desarrollo en las glándulas mamarias"] Proceedings of the National Academy of Sciences. 95 (2): 696–701.
- Shyamala, G., W. Schneider y D. Schott. 1990. Developmental regulation of murine mammary progesterone receptor gene expression [Regulación del desarrollo de la expresión génica del receptor de progesterona mamaria murina]. Endocrinology 126: 2882–89.
- Shyamala, G; Gauthier, Y; Moore, SK; Catelli, MG; Ullrich, SJ (agosto de 1989). "Estrogenic regulation of murine uterine 90-kilodalton heat shock protein gene expression" ["Regulación estrogénica de la expresión génica de la proteína de choque térmico murino uterino de 90 kilodalton"] Molecular and Cellular Biology. 9 (8): págs. 3567–70. ISSN 0270-7306.